# Gesine Reichstein
Gesine Reichstein, geborene Wenneker (* 1955 in Nordhorn, Niedersachsen) ist eine deutsche Lehrerin, Radiomoderatorin und niederdeutsche Autorin.

## Leben
Reichstein wuchs auf einem Bauernhof in der Grafschaft Bentheim mit der plattdeutschen Sprache auf. Hochdeutsch lernte sie erst in der Schule. Nach dem Abitur studierte sie an der Georg-August-Universität Göttingen Germanistik, Niederdeutsch, Politik und Volkskunde. Anschließend arbeitete sie bis 1994 als Lehrerin, davon zwei Jahre in Bytom, Polen.
Von 1994 bis 2018 war Reichstein Redakteurin und Moderatorin für Niederdeutsch bei Radio Bremen. Dort sprach sie auch die plattdeutschen Nachrichten. Nebenbei war sie von 1978 bis 1990 Schriftführerin des Vereins Bevensen-Tagung und dort verantwortlich für die Chronikbände dieser Tagung.
Reichstein vertritt das Land Bremen in der Delegationsperiode 2018 bis 2022 im Bundesrat für Niederdeutsch. Sie ist Mitglied des Beirats Plattdeutsch beim Präsidenten der Bremischen Bürgerschaft („Plattdüütsche Rat för dat Land Bremen“).
Gesine Reichstein ist verheiratet und lebt seit 1982 in Bremen.

## Zitate
- „Im Plattdeutschen klingt vieles nicht so hart.“

## Werke
- De Bremer Stadtmuskanten, gezeichnet und munter nacherzählt von Janosch, ins Plattdeutsche übersetzt von Gesine Reichstein, Verlag Edition Temmen, Bremen 2005, ISBN 3-86108-563-1
- Bremen: een Portrait, ins Plattdeutsche übersetzt von Gesine Reichstein, Verlag Edition Temmen, Bremen 2005, ISBN 3-86108-938-6
- Dag för Dag mit de Taxe föhren: Elviras Beleevnisse, Verlag Edition Temmen, Bremen 2007, ISBN 978-3-86108-569-0
- Plattdeutsch lernen: In Text, Bild und Wort (1 CD-ROM.), hrsg. vom Institut für niederdeutsche Sprache. Autoren: Gesine Reichstein und Reinhard Goltz, multimediale Gestaltung Julia Zampich, Quickborn-Verlag, Hamburg 2008, ISBN 978-3-87651-336-2